# Государственный строй Румынии
Государственный строй Румынии определяется Конституцией Румынии, принятой в 1991 году. Согласно Конституции, Румыния является государством с республиканской формой правления. Государственным языком является румынский язык. Публичная власть разделена на законодательную, судебную, и исполнительную.

## Законодательная власть
| Должность                     | Имя                                                      | Фото | Партия | Начало полномочий |
| ----------------------------- | -------------------------------------------------------- | ---- | ------ | ----------------- |
| Председатель Сената           | Кэлин Попеску-Тэричану Călin Popescu-Tăriceanu (р. 1952) |      | АЛДЕ   | март 2014         |
| Председатель Палаты депутатов | Ливиу Драгня Liviu Dragnea (р. 1962)                     |      | СДП    | декабрь 2016      |

Согласно Конституции, законодательную власть в Румынии осуществляет двухпалатный парламент, состоящий из Сената (137 мест) и Палаты депутатов (334 места).
Парламент избирается на 4 года прямым тайным голосованием.

## Президент

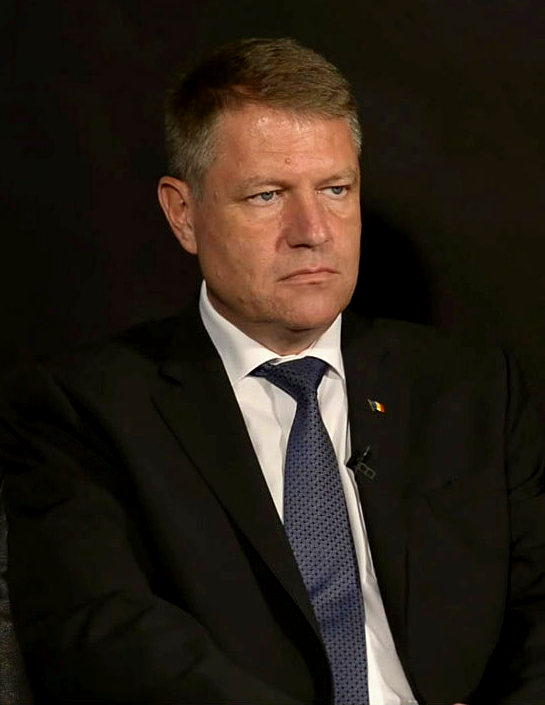
Клаус Йоханнис

Президент является главой государства и верховным главнокомандующим Вооружёнными силами Румынии. Он олицетворяет единство нации и представляет Румынию в международных отношениях.
Президент избирается всеобщим тайным голосованием на 5 лет.
Президент предлагает кандидатуру для назначения на пост премьер-министра и назначает правительство. Также президент по предложению премьер-министра имеет право назначения отдельных членов Правительства. В случае отклонения не менее двух предложений о кандидатуре премьер-министра Президент вправе распустить Парламент.
С 21 декабря 2014 года президентом Румынии является Клаус Йоханнис.

## Правительство Румынии
Правительство является высшим исполнительным органом власти Румынии и осуществляет руководство внутренней и внешней политикой страны. Правительство состоит из премьер-министра, министров и других членов, установленных соответствующим законом.
Кандидатура на должность премьер-министра вносится в парламент Президентом Румынии и должна получить вотум доверия в течение 10 дней со дня внесения.
С 16 января 2018 года исполняющим обязанности премьер-министра Румынии является Михай Фифор.

## Судебная власть
| Должность                          | Имя                                                 | Начало полномочий |
| ---------------------------------- | --------------------------------------------------- | ----------------- |
| Председатель Верховного суда       | Юлия-Кристина Тарча Iulia-Cristina Tarcea (р. 1962) | сентябрь 2016     |
| Председатель Конституционного суда | Валер Дорняну Valer Dorneanu (р. 1944)              | 2016              |

Судебная власть защищает права и законные интересы граждан, юридических лиц и государство и независима от остальных структур власти. Основы судебной власти установлены Конституцией 1991 года и Законом о судебной системе 1992 года.
Суды подразделяются на апелляционные, окружные и суды первой инстанции. Высшую судебную власть осуществляет Верховный суд Румынии.